# Ron Barkwell
Ron Barkwell (né le 14 décembre 1946 à Moose Jaw, dans la province de la Saskatchewan au Canada) est un joueur professionnel canadien de hockey sur glace.

## Biographie
Il a joué une saison dans l'EHL, LIH et la WIHL, il fut aussi repêché par les Red Wings de Détroit en première ronde en 1967.

## Statistiques
| Saison    | Équipe                | Ligue |    | Saison régulière | Saison régulière | Saison régulière | Saison régulière | Saison régulière |   | Séries éliminatoires | Séries éliminatoires | Séries éliminatoires | Séries éliminatoires | Séries éliminatoires |
| Saison    | Équipe                | Ligue | PJ | B                | A                | Pts              | Pun              | PJ               | B | A                    | Pts                  | Pun                  |                      |                      |
| 1967-1968 | Flags de Port Huron   | LIH   | 18 | 0                | 3                | 3                | 14               | -                | - | -                    | -                    | -                    |                      |                      |
| 1967-1968 | Jets de Johnstown     | EHL   | 21 | 1                | 7                | 8                | 21               | -                | - | -                    | -                    | -                    |                      |                      |
| 1968-1969 | Maple Leafs de Nelson | WIHL  |    |                  |                  |                  |                  |                  |   |                      |                      |                      |                      |                      |